# Slava Lunaček
Slava Kristan Lunaček, slovenska zdravnica pediatrinja * 31. december 1898, Črni Vrh nad Idrijo, Avstro-Ogrska, † 15. december 1978, Ljubljana.

## Življenje in delo
Rodila se je v družini uradnika Ivana Kristana in gospodinje Ivanke Kristan rojene Lampe. Ljudsko šolo in gimnazijo je obiskovala v Novem mestu, maturirala pa je v Ljubljani. Po maturi je v Zagrebu študirala medicino in leta 1926 promovirala za doktorja splošne medicine. Po diplomi na medicinski fakulteti v Zagrebu se je strokovno izpopolnjevala na Švedskem, v Združenem kraljestvu, Švici in Avstriji. Po vrnitvi je posodobila šolsko polikliniko v Ljubljani. Njeno življenjsko delo je bila skrb za šolskega otroka. Bila je velik zagovornik počitniških kolonij. Med gospodarsko krizo leta 1929 je organizirala šolske mlečne kuhinje ter prve kolonije šolskih otrok v Dovjem, na Rakitni, Lukovici in Medvodah. Po letu 1945 je vodila Unicefovo komisijo za preventivo in pomoč, izvedla longitudinalno študijo razvoja šolskega otroka in uvedla tečaje za specializacijo zdravnikov iz šolske medicine in s tem na Slovenskem postavila temelje tej stroki. Izredno uspešno področje njenega dela je bila zlasti po 2. svetovni vojni higiena šolskih poslopij in notranja oprema šol, kjer je zelo uspešno sodelovala z arhitekti.